# Sinus Roris
Sinus Roris – lateinisch für Bucht des Taues – ist ein Ausläufer des Oceanus Procellarum auf dem Erdmond. Die Bezeichnung stammt von dem italienischen Astronomen Giovanni Riccioli (1598–1671); die offizielle Benennung erfolgte durch die Internationale Astronomische Union im Jahr 1935.
Die dunkelgraue Basaltfläche des erstarrten Lavasees hat einen mittleren Durchmesser von 202 Kilometer. Die Meeresbucht liegt auf der erdzugewandten Mondseite bei den selenografischen Koordinaten 54° 00' Nord und 56° 36' West. Sie geht im Süden am Mons Rümker in den Oceanus Procellarum über und ist östlich mit dem Mare Frigoris verbunden. Innerhalb der Bucht verläuft die schmale Rille Rima Sharp.